# Volta a Llombardia 1940
La Volta a Llombardia 1940 fou la 36a edició de la Volta a Llombardia. Aquesta cursa ciclista organitzada per La Gazzetta dello Sport es va disputar el 27 d'octubre de 1940 amb sortida i arribada a Milà després d'un recorregut de 225 km.
Gino Bartali (Legnano) repeteix victòria per aconseguir la seva tercera Volta a Llombardia. Darrere seu queden els seus compatriotes Osvaldo Bailo (Gerbi) i Cino Cinelli (Bianchi).

## Classificació general
|    | Ciclista          | Equip    | Temps      |
| -- | ----------------- | -------- | ---------- |
| 1  | Gino Bartali      | Legnano  | 6h 32' 57" |
| 2  | Osvaldo Bailo     | Gerbi    | + 4' 07"   |
| 3  | Cino Cinelli      | Bianchi  | m. t.      |
| 4  | Adolfo Leoni      | Bianchi  | m. t.      |
| 5  | Severino Canavesi | Gloria   | m. t.      |
| 6  | Enrico Mollo      | Olympia  | m. t.      |
| 7  | Salvatore Crippa  | Gerbi    | m. t.      |
| 8  | Guerrino Tomasoni | Binda SC | m. t.      |
| 9  | Luciano Succi     | Legnano  | m. t.      |
| 10 | Giovanni Valetti  | Bianchi  | m. t.      |